# ホルスト・シュテッヒバルト

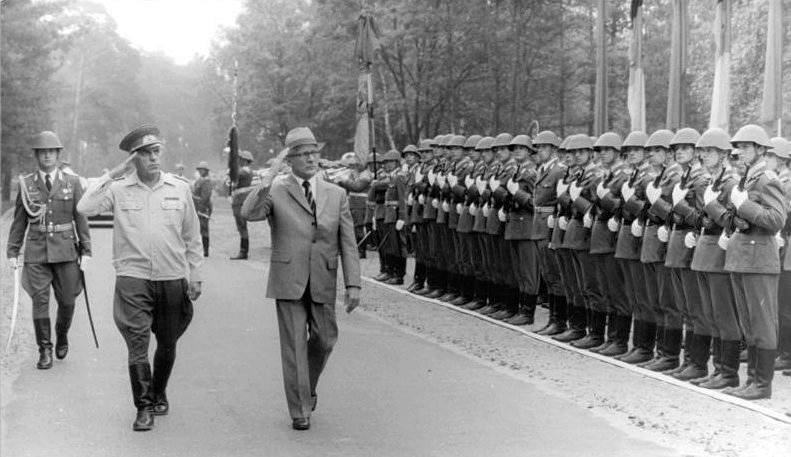
エーリッヒ・ホーネッカー（中央）と共に閲兵するシュテッヒバルト（1984年6月21日）

ホルスト・シュテッヒバルト（Horst Stechbarth, 1925年4月13日 - 2016年6月8日）は、旧ドイツ民主共和国（東ドイツ）の軍人。1972年から1989年まで、副国防相および国家人民軍地上軍（東ドイツ陸軍）総司令官を務めた。

## 経歴

### 第二次世界大戦まで
1925年4月13日、ホルスト・シュテッヒバルトはチェヘルン（現ポーランド領）に農民の子として生まれ、1939年から1943年までは自身も農民として働いていた。1943年、国家労働奉仕団に入団すると共に国家社会主義ドイツ労働者党（ナチ党、NSDAP）へ入党を果たす。また1943年からは陸軍第3装甲師団に装甲擲弾兵として従軍し軍曹（Unteroffizier）となるも、1945年には赤軍の捕虜となる。1948年に解放された後、シュテッヒバルトは戦前と同様に農民として過ごした。

### ドイツ民主共和国の軍人として
1949年、在独ソ連軍政府は占領地の治安維持を担うドイツ人民警察に対し、軍事部門たる機動警察（Bereitschaftspolizei）の設置を命じた。人民警察の各地方支部では、旧ドイツ国防軍将兵から隊員の募集を行い、1949年3月1日にはシュテッヒバルトも入隊を果たす。この際、集団指導者（Gruppenführer）に選出された事を皮切りに、シュテッヒバルトは高級将校への道を歩み始める。1954年から1955年にかけて、彼は士官学校に士官候補生として在籍し、その後はポツダムに駐屯する第1自動車化狙撃兵師団にて副師団長及び師団長を務めた。1959年から1961年にかけてソビエト連邦のソ連軍参謀本部大学校に在籍し、卒業までに少将 (Generalmajor) へ昇進した。
1964年から1967年には第5軍管区長（司令部：ノイブランデンブルク）を務め、1970年11月2日には中将（Generalleutnant）への昇進を果たす。1972年、新設された地上軍司令部にて地上軍司令官に任命され、また1989年まで国防副大臣と兼任する。国家人民軍建軍20周年記念に当る1976年3月1日、彼は大将（Generaloberst）に昇進すると共にドイツ社会主義統一党中央委員に任ぜられた。ただし、シュテッヒバルト自身は政治的指導者としてよりは、一介の軍人として振る舞うことを好んでいたという。
建国記念日にあたる10月7日に東ベルリンのカール・マルクス大通りで毎年行われる軍事パレードを指揮していたが、1989年の40周年が最後となり、1989年12月31日を以て空軍・防空軍総司令官および国防次官のヴォルフガング・ラインホルトや政治総局長ホルスト・ブリュンナーとともに退役した。

### その後
ドイツ再統一後に東ドイツ時代の「ベルリンの壁」をめぐる責任を問われベルリン地裁に起訴されたが、証拠不十分で審理停止となった。
2006年、回顧録『Soldat im Osten: Erinnerungen und Erlebnisse aus fünf Jahrzehnten』（東の兵士：50年間の思い出と体験）を出版する。
2016年6月8日、ブランデンブルク州シュヴィーロウ湖近くの自宅にて死去した。

## 著書
- Horst Stechbarth: Soldat im Osten. Erinnerungen und Erlebnisse aus fünf Jahrzehnten. 1. Auflage 2006. ISBN 3-92062-110-7